# Jata Pierwsza
Jata Pierwsza – osada leśna w Polsce położona w województwie lubelskim, w powiecie łukowskim, w gminie Łuków.
W latach 1975–1998 miejscowość administracyjnie należała do województwa siedleckiego.